# Maciej Sobczak (gitarzysta)
Maciej Sobczak (ur. 29 kwietnia 1967) – polski gitarzysta i wokalista bluesrockowy.
Lider zespołów Hot Water, Boogie Chilli, Big Water. Kilkukrotnie koncertował w duecie z Wojciechem Waglewskim. Współpracował z zespołem Lombard i Małgorzatą Ostrowską. Na początku lat 90. współpracował krótko z zespołem Żuki Rock and Roll Band, a w 1995 roku gościnnie wziął udział w nagraniu płyty Entomology I tegoż zespołu. W roku 2002 w warszawskim klubie 99 zagrał wspólny koncert ze Stevenem Seagalem.

## Dyskografia

### W ramachHot Water
- 1994 Hot Water Hot Water
- 1995 Hot Water Wolne od świąt
- 2003 Hot Water Dwa słowa
- 2017 Hot Water Elektryczny Kot[1]

### W ramachBoogie Chilli
- 2006 Boogie Chilli Live Time Blues
- 2011 Boogie Chilli Koncert

### W ramach Big Water
- 2023 Blues tales[2]

### Gościnnie
- Tribute to Eric Clapton
  - Crossroads - gitara, śpiew
  - After Midnight - śpiew

- Żuki Rock and Roll Band - Entomolgy I
  - Things We said Today - śpiew
  - Wipe Out - gitara
  - Run For Your Life - gitara "slide"
  - Michelle - rap